# بیجلو پولیه
شهر بیجلو پولیه (به روسی: Бијело Поље) در کشور مونته‌نگرو واقع شده‌است. جمعیت این شهر ۱۵٫۴۴۷ نفر  است.